# Staniša Mandić
Staniša Mandić (serb. cyr. Станиша Мандић, ur. 5 sierpnia 1995 w Herceg Novim) – czarnogórski piłkarz serbskiego pochodzenia, występujący na pozycji napastnika w słoweńskim klubie NŠ Mura oraz reprezentacji Czarnogóry. Na poziomie młodzieżowym reprezentował zarówno Czarnogórę, jak i Serbię, z którą zdobył złoty medal mistrzostw świata do lat 20. w 2015.

## Sukcesy

### Klubowe
FK Čukarički
- Zdobywca Pucharu Serbii: 2014/2015

NŠ Mura
- Mistrzostwo Słowenii: 2020/2021
- Zdobywca Pucharu Słowenii: 2019/2020

### Reprezentacyjne
Serbia U-20
- Mistrzostwo Świata do lat 20.: 2015